# James Fox
James Fox OBE (19 de maig del 1939, Londres, Regne Unit) és un actor britànic. És fill d'un agent teatral (Robin Fox) i de l'actriu Angela Worthington. Gran part de la seva família, germans (Edward Fox), cunyats i fins i tot els seus fills i nets són actors o cineastes. El seu nom real és William Fox i és membre de l'Orde de l'Imperi Britànic.

## Biografia
La seva primera aparició com a actor fou el 1950 a la pel·lícula The Miniver Story. Altres aparicions en aquesta època foren sota el nom de William Fox. Durant els anys '60 es guanyà el reconeixement de la crítica i va obtenir certa fama, car fou considerat com una estrella emergent. Els seus papers a pel·lícules com The Servant (1963), Those Magnificent Men in Their Flying Machines (1965), King Rat (1965), Millie, una noia moderna (1967), Isadora (1968) i Performance (1970) (en la que hi actuà juntament amb Mick Jagger), i la seva relació amb l'actriu Sarah Miles van convertir-lo en una personalitat mediàtica.
Després de treballar en la pel·lícula Performance i després de la mort del seu pare, deixà la seva carrera d'actor, fent-se predicador evangèlic. Durant aquesta època l'única pel·lícula en la que va intervenir fou No Longer Alone (1978), la història d'una dona suïcida que és salvada per la seva fe cristiana.
Després de gairebé 10 anys d'absència, tornà a la primera plana del cinema gradualment, apareixent al film A Passage to India (1984).

## Filmografia
- The Miniver Story (1950)
- The Magnet (1950)
- One Wild Oat (1951)
- The Loneliness of the Long Distance Runner (1962)
- The Servant (1963)
- King Rat (1965)
- Those Magnificent Men in Their Flying Machines (1965)
- La caça de l'home (The Chase) (1966)
- Millie, una noia moderna (1967)
- Duffy (1968)
- Performance (1970)
- Greystoke: The Legend of Tarzan, Lord of the Apes (1984)
- A Passage to India (1984)
- Els principiants (Absolute Beginners) (1986)
- The Whistle Blower
- The Mighty Quinn (1989)
- The Russia House (1990)
- Patriot Games (1992)
- The Remains of the Day (1993)
- Heart of Darkness (1994)
- Gulliver's Travels (1996)
- Anna Karenina (1997)
- Jinnah (1998)
- Mickey Blue Eyes (1999)
- Up at the Villa (2000)
- Sexy Beast (2000)
- La copa daurada (2000)
- The Lost World (2001)
- Cambridge Spies (2003)
- The Prince and Me (2004)
- Death on the Nile (2004)
- Colditz (2005)
- Charlie and the Chocolate Factory (2005)
- Mister Lonely (2007)
- Sherlock Holmes (2009)
- Margaret (2009)
- The Great Train Robbery (2013); sèrie de televisió